# Les Atouts de Monsieur Wens (film, 1947)
Pour le roman initial, voir Les Atouts de monsieur Wens.
Pour plus de détails, voir Fiche technique et Distribution.
Les Atouts de Monsieur Wens est un film franco-belge réalisé par Émile-Georges De Meyst en 1947. C'est une adaptation du roman éponyme de Stanislas-André Steeman paru en 1932.

## Synopsis
Lucien Dolo, un diamantaire candidat au Conseil Communal d'Anvers, fait l'objet d'une campagne de presse insinuant qu'il serait responsable de la mystérieuse disparition de son frère Frédéric-Sébastien, dit Freddy lors d'une expédition au Congo, à laquelle Lucien avait participé. La mauvaise réputation de Freddy et la haine existant entre les deux frères donne corps à cette suspicion.
Afin de lever les accusations portées sur son mari, Isabelle, demande à l'inspecteur Wens d'enquêter...

## Fiche technique
- Titre français : Les Atouts de Monsieur Wens
- Titre en flamand : De troeven van Mr. Wens
- Réalisation : Émile-Georges De Meyst, assisté de Georges Lust
- Scénario : Jacques Companéez adapté  d'après le roman éponyme de Stanislas-André Steeman
- Dialogues : Norbert Carbonnaux
- Direction artistique : René Salme
- Photographie : Maurice Delattre, Charles Abel et François Rents
- Montage : Jef Bruyninckx
- Musique : Robert Pottier
- Société de production : Belnapro
- Société de distribution : DisCina
- Pays de production : France-Belgique
- Langue originale : français
- Format : Noir et blanc - 1,37:1 - 35 mm - Son mono
- Genre : Policier
- Durée : 95 minutes
- Date de sortie :	
  - France : 14 mai 1947

## Distribution
- Werner Degan : Wenceslas Vorobeitchik dit 'Wens'
- Louis Salou : Frédéric-Sébastien et Lucien Dolo
- Marie Déa : Isabelle Dolo
- Claudine Dupuis :	Jeannette, la marchande de fleurs
- Georges Jamin : Jeff, le souteneur
- Marcel Josz : le juge
- Jos Gevers :	Flup
- René Herdé :	Bouchardon
- Omer Ducarme : Hans
- Denise Volny : Suzanne
- Viviane Chantel :	Lily, la prostituée assassinée
- Hélène Lefèvre